# Theridion palgongense
Theridion palgongense är en spindelart som beskrevs av Paik 1996. Theridion palgongense ingår i släktet Theridion och familjen klotspindlar. Inga underarter finns listade i Catalogue of Life.